# 9275 Persson
A 9275 Persson (ideiglenes jelöléssel 1980 FS3) a Naprendszer kisbolygóövében található aszteroida. Claes-Ingvar Lagerkvist fedezte fel 1980. március 16-án.